# Andreu Carranza i Font
Andreu Carranza i Font (Ascó, 19 de juny del 1957) és un escriptor català. Va néixer a Ascó, el van batejar a Móra la Nova i actualment viu a Flix. Professionalment, fa de conserge a l'Institut de Flix. Ha practicat el conte, la novel·la i la poesia. Ha guanyat diversos premis literaris, entre els quals el Sant Joan i el Josep Pla. Toca la guitarra des dels 14 anys i als 17 va formar el grup Els Esquellots. Durant un temps es va dedicar al blues i avui forma part del conjunt Lo Gitano Blanc, que defensa la rumba ebrenca. Col·labora regularment a mitjans com La Vanguardia, El Punt, La Veu de l'Ebre o La Veu de Flix, entre d'altres; i en tertúlies radiofòniques a la Cadena Ser o Catalunya Ràdio. També condueix el programa coproduït per la Xarxa de Televisions Locals i el Canal Terres de l'Ebre «La barca de l'Andreu», de divulgació sobre el món de la pesca.

## Llibres publicats

### Narrativa breu
- La tinta de la immortalitat. Barcelona: Pòrtic, 1991
- Aigua de València. Barcelona: Columna, 1993
- Riu avall. Tarragona: El Mèdol, 1996

### Novel·la
- El desert de l'oblit. Tarragona: El Mèdol, 1993
- Llibre de les set xibeques: la riuada. Tarragona: El Mèdol, 1997
- Anjub. Confessions d'un bandoler. Barcelona: Edicions 62, 2000
- La filla de la memòria. Tarragona: El Mèdol, 2001
- El que l'herbolària sap. Barcelona: Planeta, 2002
- L'hivern del Tigre. Barcelona: Planeta, 2004 
  - El invierno del Tigre. Valls: Lectio, 2006
- La Clau Gaudí. Barcelona: Rosa dels Vents, 2007 (escrit junt amb Esteban Martín)[5]
- Impremta Babel. Barcelona: Columna, 2009
  - Imprenta Babel. Madrid: Temas de Hoy, 2009.
  - De Woorden van Babel. Utrecht : A.W. Bruna Uitgevers, 2011
- El poeta del poble. Barcelona: Destino, 2015
- Ciutat de llops. Barcelona: Columna, 2017
- La tomba de l'Ebre". Barcelona: Columna, 2022

### Poesia
- Trilogia del deliri. Calaceit: Sisalls, 1993
- A mumpare. Tarragona: El Mèdol, 2000

## Premis literaris
- Recull-Francesc Puig i Llensa de narració, 1991 per La tinta de la immortalitat[2]
- Premi Ribera d'Ebre de narrativa, 1992 per El desert de l'oblit[2]
- Sebastià Juan Arbó de novel·la de Sant Carles de la Ràpita, 1995 per Riu avall[2]
- Sant Joan, 2000 per Anjub. Confessions d'un bandoler[2]
- Vila d'Ascó de narrativa, 2000 per La filla de la memòria[2]
- Josep Pla de narrativa, 2015 per El poeta del poble[6]
- Premi del Mèrit de les Lletres Ebrenques[7]